# Torneig de Roland Garros

Plànol del Stade Roland Garros, situat a França

El torneig de Roland Garros o Obert de França (en francès, Internationaux de France de Roland-Garros o Tournoi de Roland-Garros) és una competició tennística que es desenvolupa des de mitjans de maig fins a l'inici de juny sobre terra batuda al Stade Roland Garros de la ciutat de París, França. És el segon dels quatre torneigs de Grand Slam que es disputen durant la temporada de tennis.
Els actuals campions del torneig són: els individuals Novak Đoković i Iga Świątek, els dobles masculins Ivan Dodig i Austin Krajicek, les dobles femenines Hsieh Su-wei i Wang Xinyu, i la parella mixta Miyu Kato i Tim Pütz.

## Història
Va iniciar-se com un torneig tennístic a escala nacional el 1891, és a dir, només per a tennistes pertanyents a clubs de tennis francesos. El 1897 fou la primera ocasió en què es va disputar també per la categoria femenina. Inicialment, el Championnat de France International de Tennis es disputava sobre gespa. Paral·lemament, entre els anys 1912 i 1923, es va disputar un campionat sobre terra batuda al Stade Français a Saint-Cloud obert a tennistes internacionals, que s'anomenava World Hard Court Championships. En aquest torneig hi van participar part dels tennistes més importants de l'època com Tony Wilding o Bill Tilden. L'any 1924 no es va disputar el torneig perquè va coincidir amb la celebració dels Jocs Olímpics de París.
A partir de 1925 es va obrir definitivament a tennistes de tot el món disputant-se sobre una superfície de gespa i terra batuda, alternativament entre el Racing Club de France i l'Stade Français. El 1927, França va guanyar la Copa Davis als Estats Units, per tal defensar el títol, la federació francesa va decidir construir un nou estadi a Porte d'Auteuil anomenat Stade Roland Garros. L'Stade de France va cedir el terreny a la federació amb la condició que el nou estadi s'anomenés Roland Garros en honor de l'heroi francès de la Primera Guerra Mundial. La pista fou fabricada amb terra batuda per alterar el rebot de la pilota així com l'aproximació dels jugadors, amb l'objectiu d'afavorir l'equip francès, que es coneixia amb el nom de The Four Musketeers (René Lacoste, Jean Borotra, Henri Cochet i Jacques Brugnon). Les pistes principals del complex s'anomenen Philippe Chatrier i Suzanne Lenglen.
Entre el 1945 i el 1947 es va celebrar després de Wimbledon esdevenint el tercer Grand Slam de la temporada. El 1968, el campionat francès fou el primer torneig de tennis de Grand Slam en esdevenir "obert", permetent la competició de jugadors amateurs i professionals.
Des de 1981 s'entreguen els premis: Prix Orange (premi taronja, per al tennista més simpàtic amb la premsa o actitud més esportiva), Prix Citron (premi llimona, per al tennista amb més personalitat o més antipàtic) i Prix Bourgeon (premi brot, per al tennista revelació). Des de 2007, l'organització guardona amb el mateix premi econòmic les categories masculina i femenina en totes les rondes.

## Premis

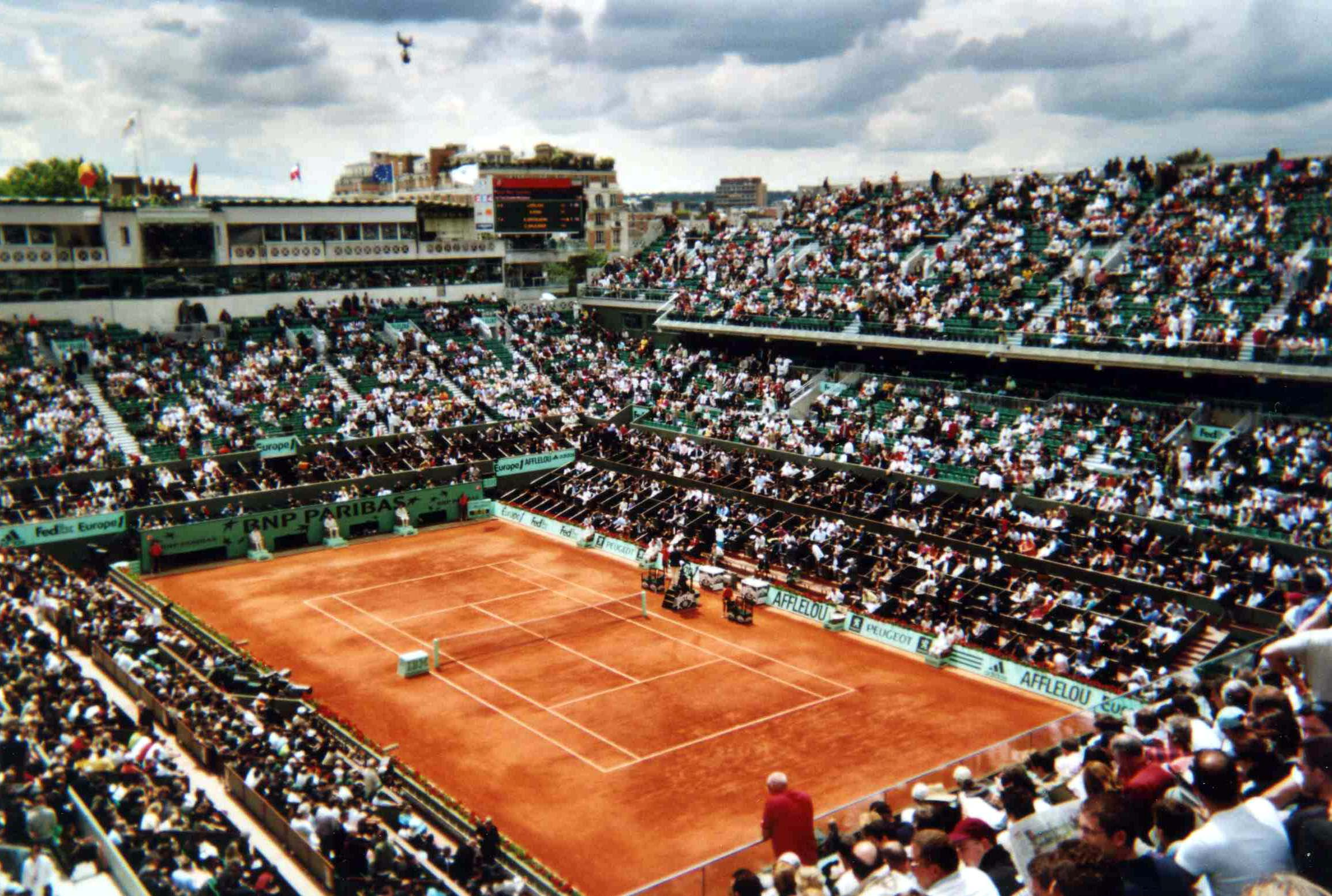
Pista central Philippe Chatrier de l'Stade Roland Garros.

El trofeu entregat als vencedors de cada categoria està dedicat una persona en concret: l'individual masculí s'anomena Coupe des Mousquetaires, l'individual femení s'anomena Coupe Suzanne Lenglen, el doble masculí Coupe Jacques Brugnon, el doble femení Coupe Simone Mathieu i el doble mixt Coupe Marcel Bernard. Tots els trofeus estan fets d'argent pur amb decoracions i gravats, de manera que el nom de cada guanyador és inscrit en una de les cares. Els vencedors reben posteriorment una rèplica també d'argent pur. El premi econòmic per als dos vencedors individuals és d'1.060.000 €.

## Palmarès
- Individual masculí
- Individual femení
- Dobles masculins
- Dobles femenins
- Dobles mixts
- World Hard Court Championships

### Campions actuals

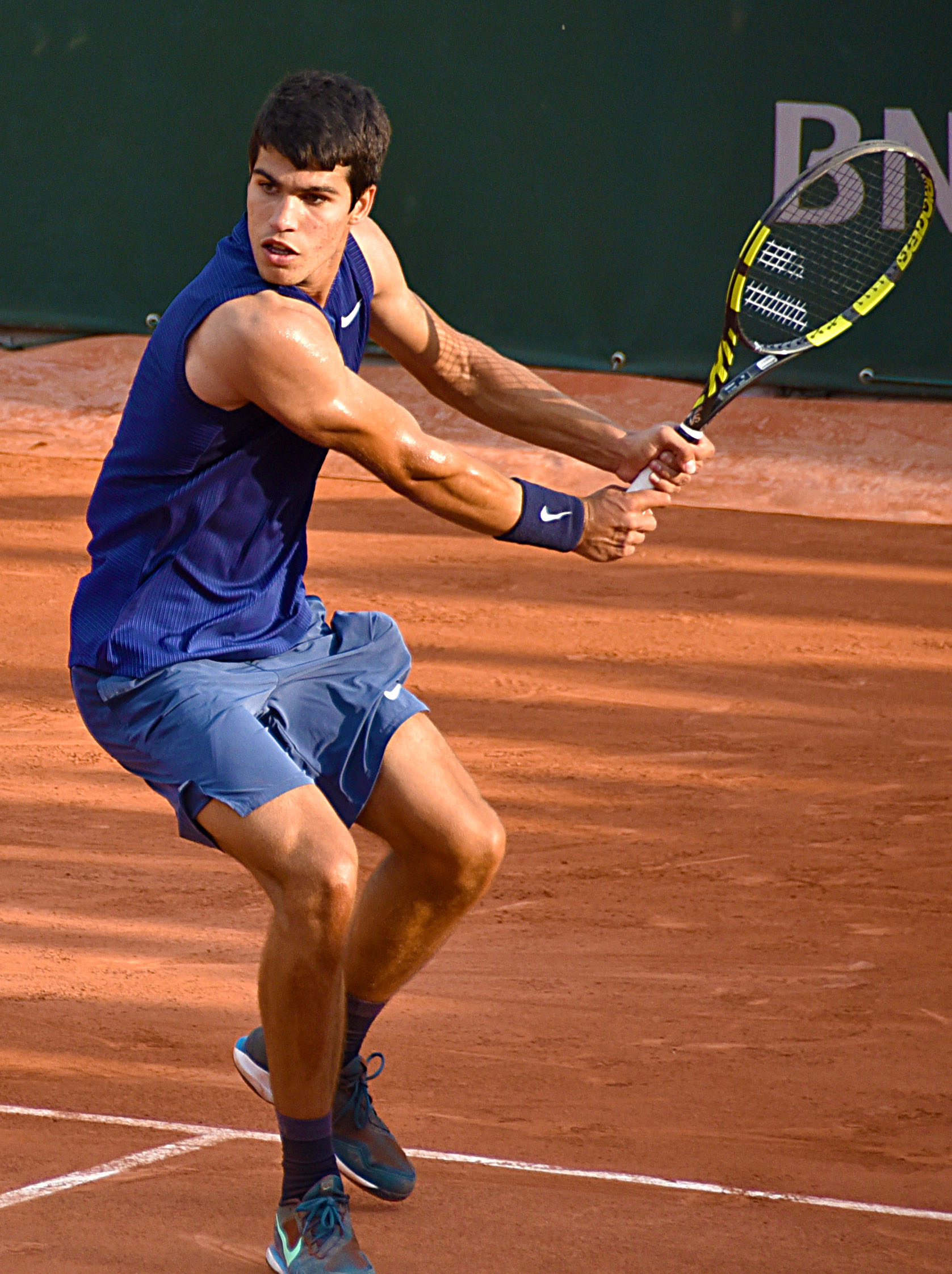
Carlos Alcaraz
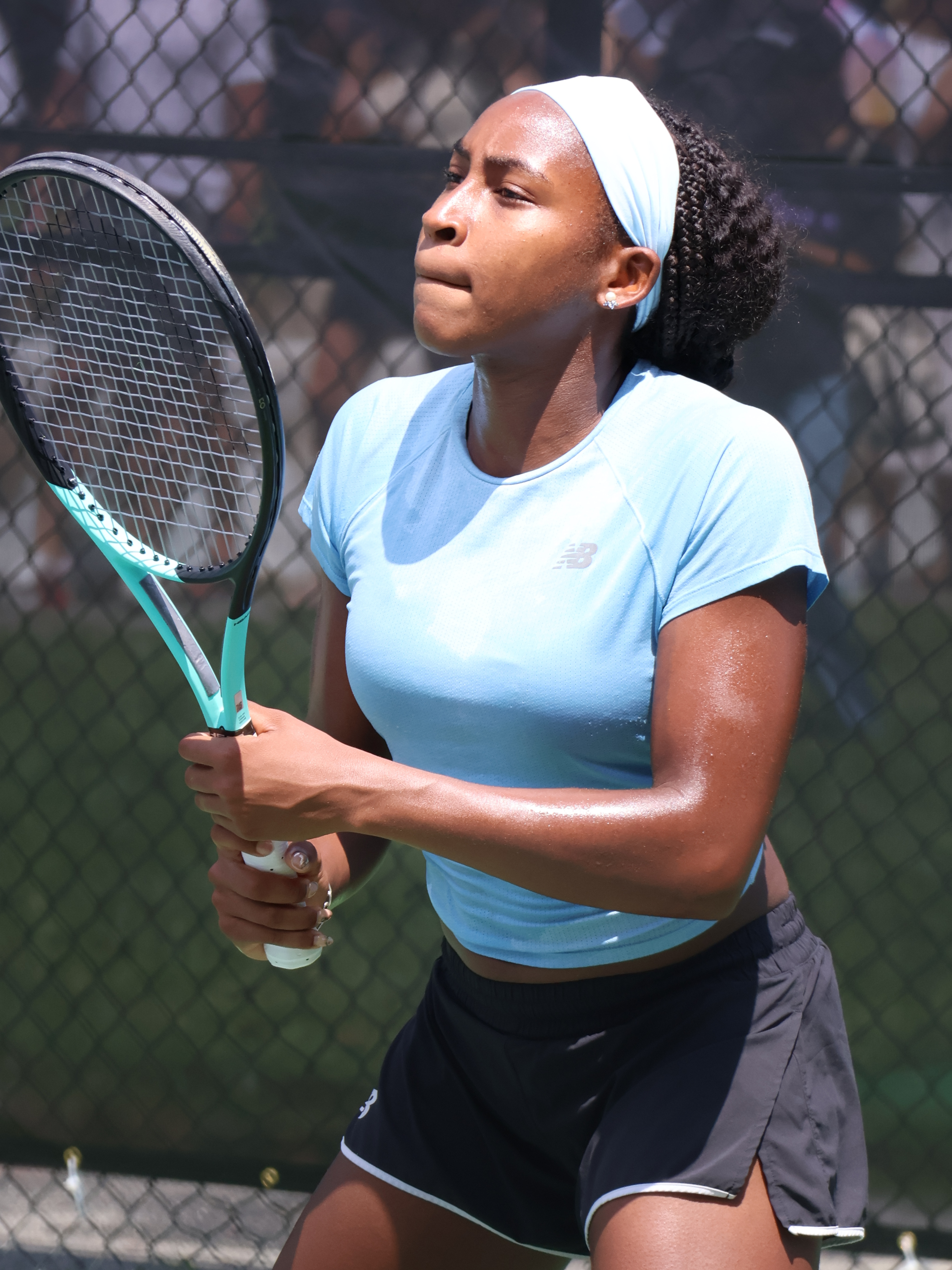
Coco Gauff
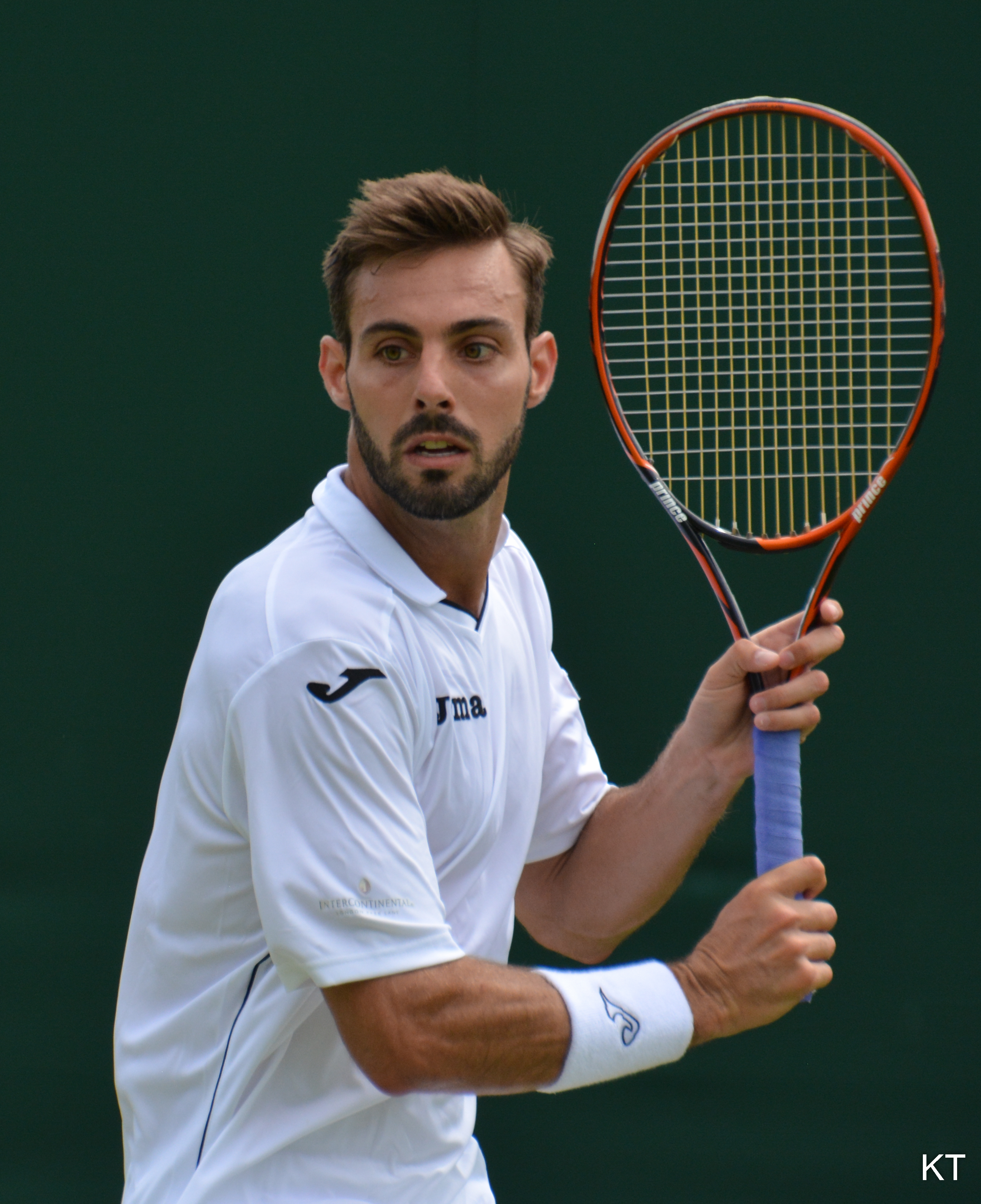
Marcel Granollers
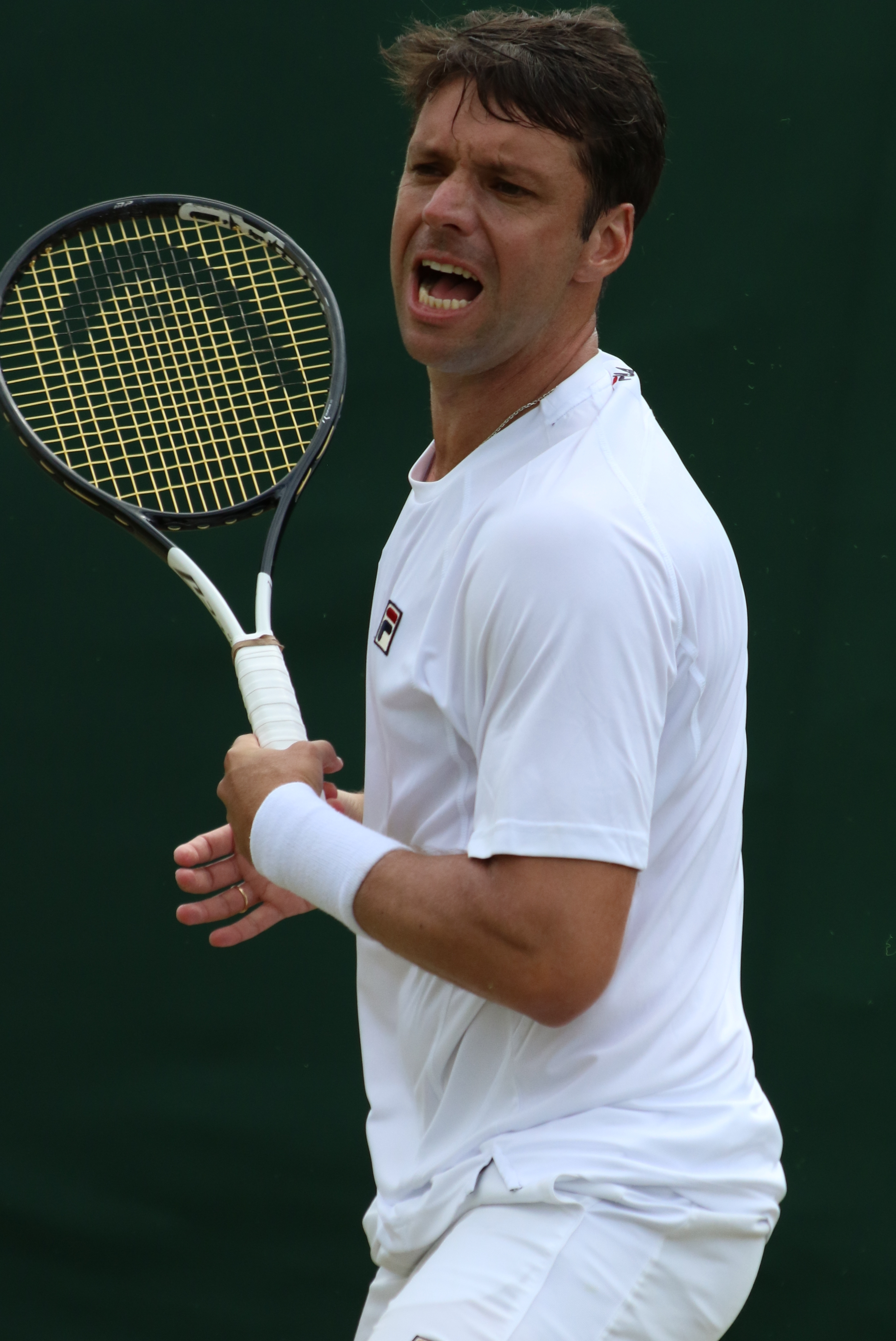
Horacio Zeballos
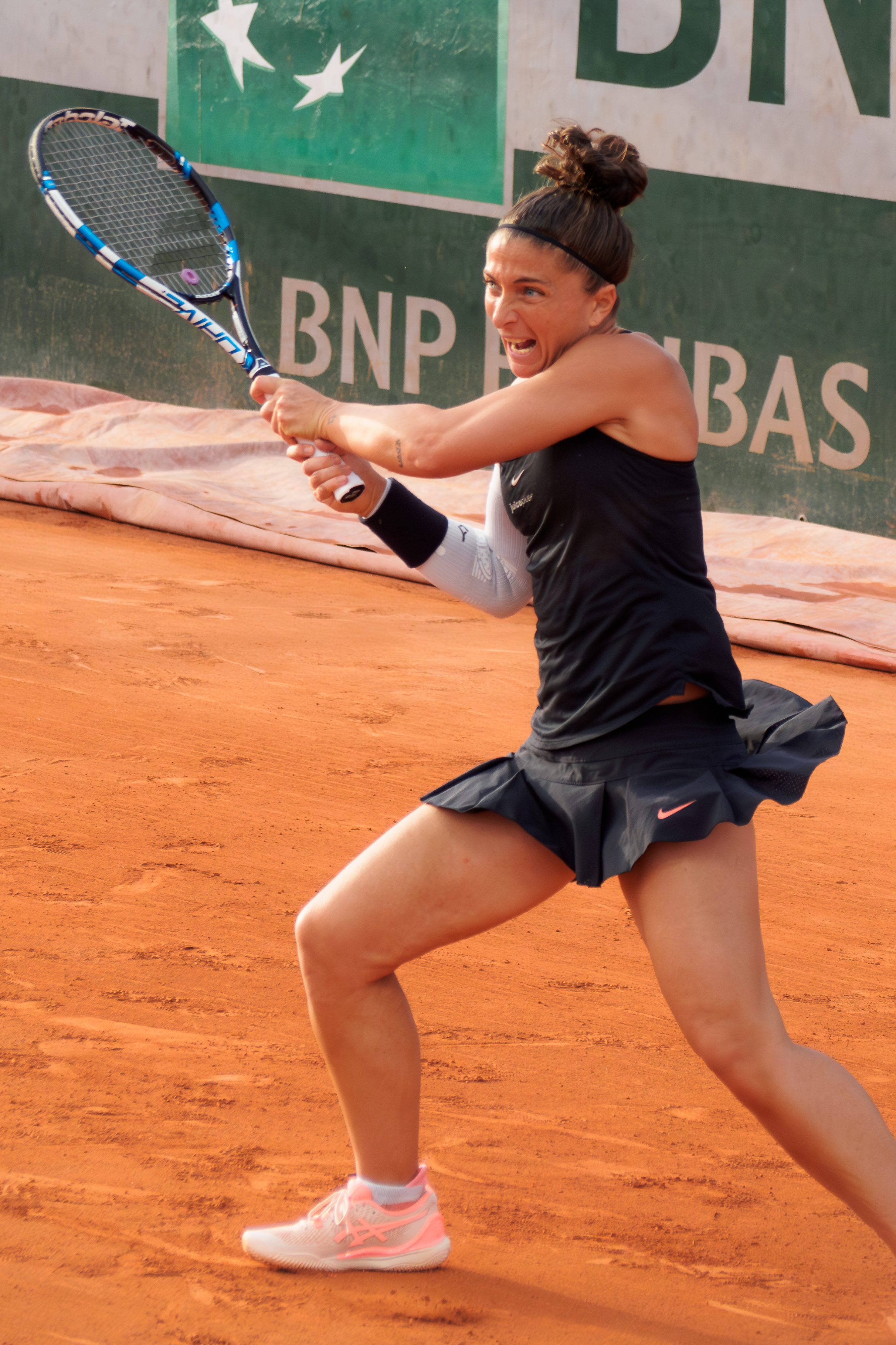
Sara Errani
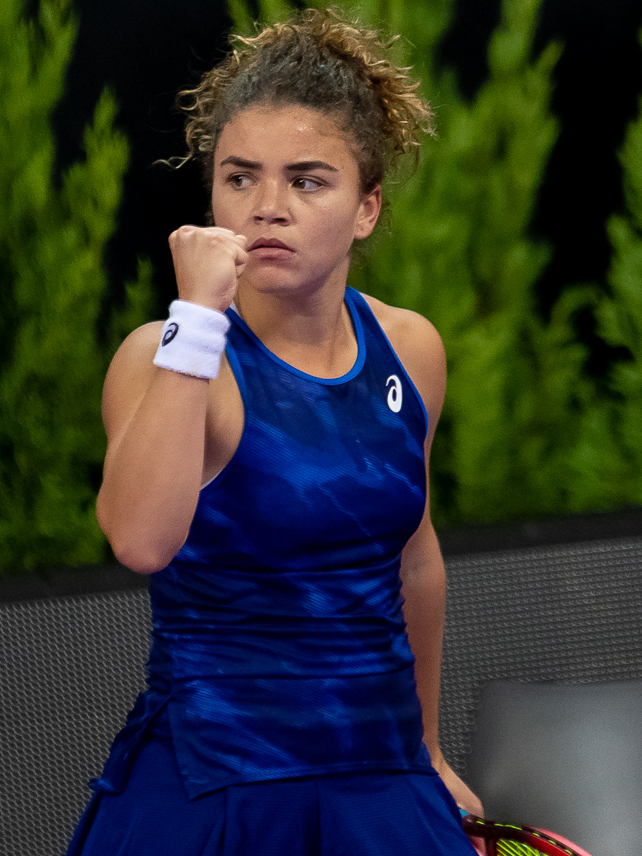
Jasmine Paolini
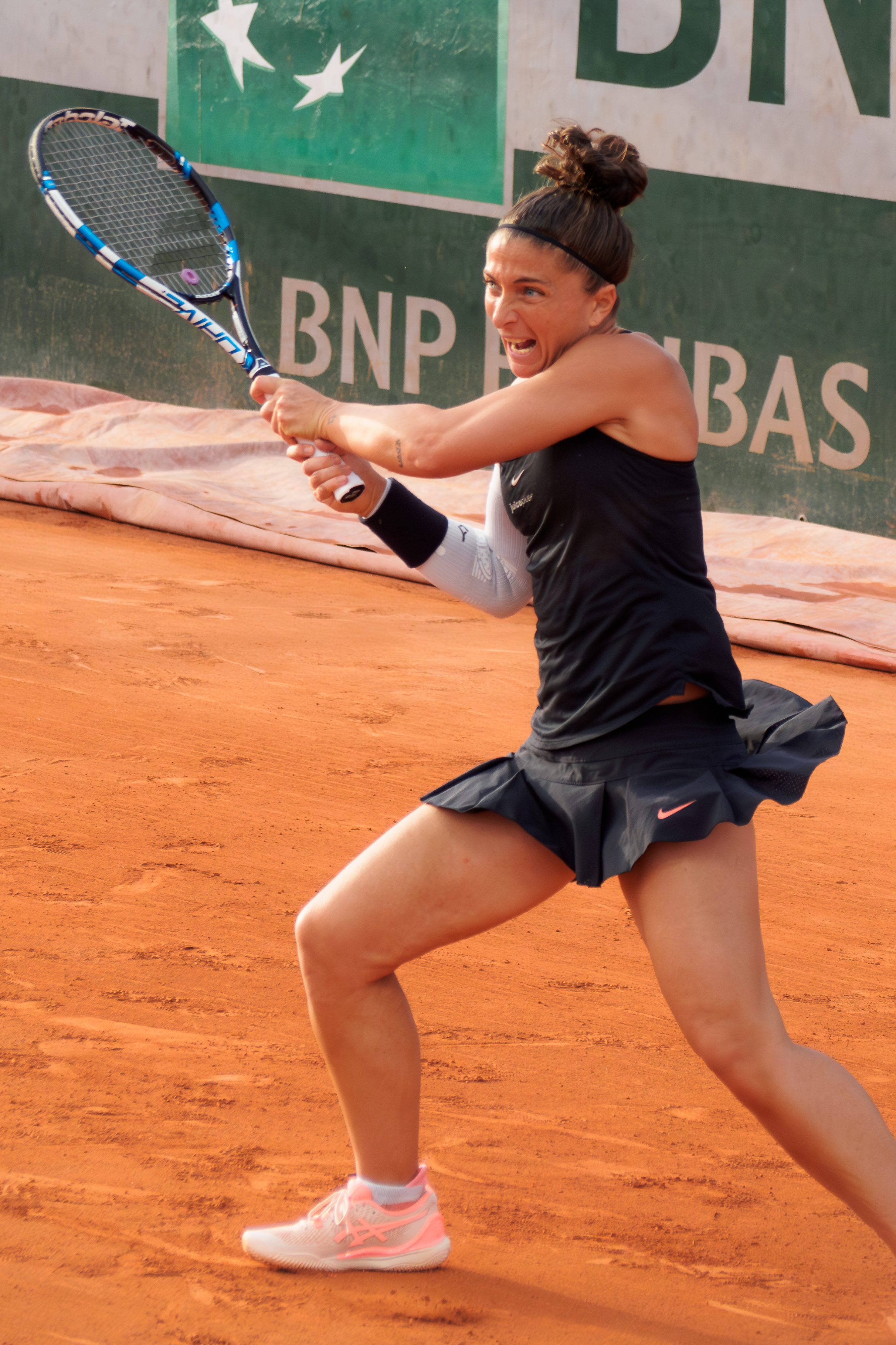
Sara Errani
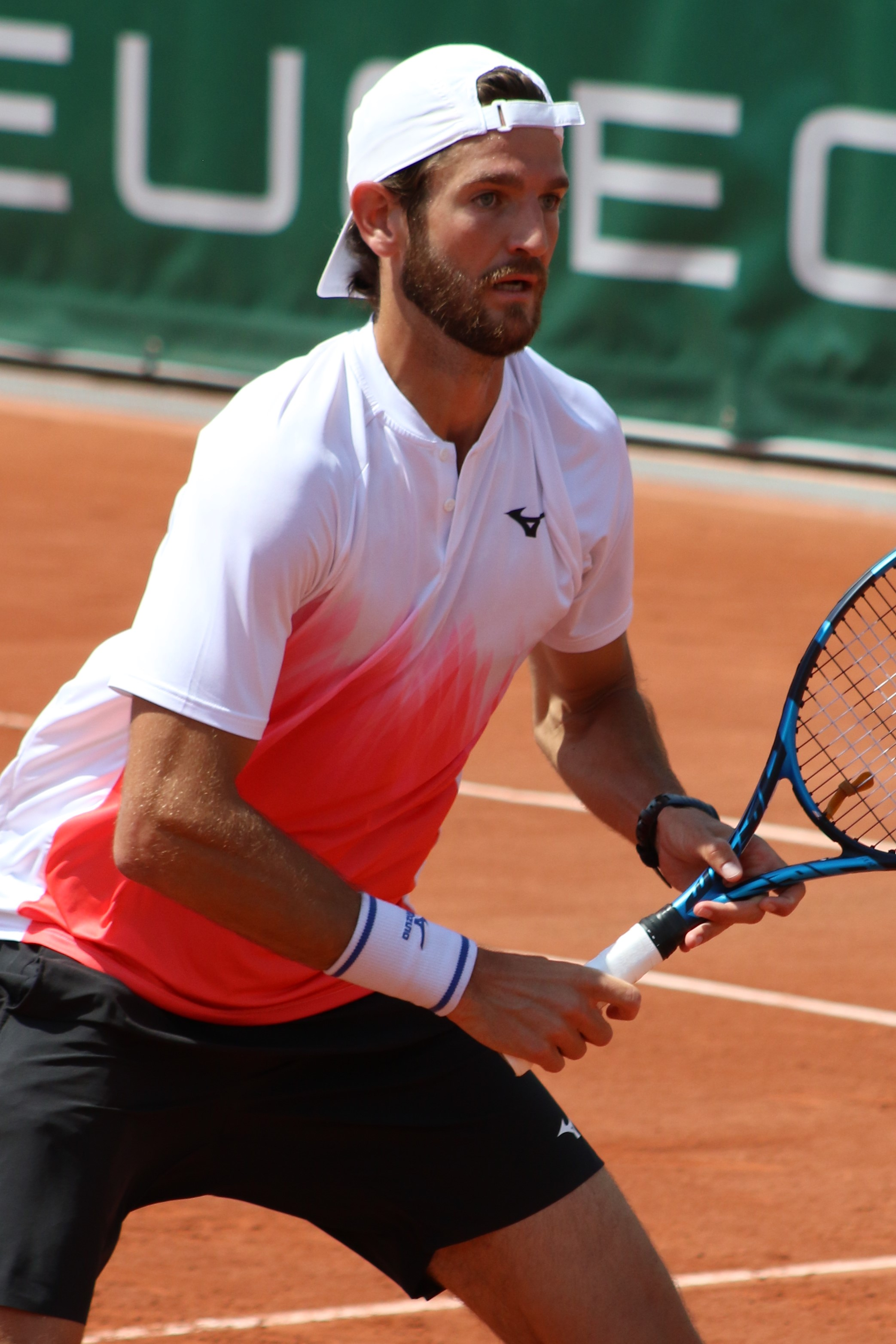
Andrea Vavassori

## Estadístiques
|                        | Anterior a 1926                         | Anterior a 1926                         | 1926-1967                               | 1926-1967                               | Era Open (1968-actualitat)              | Era Open (1968-actualitat)              |
| N.                     | Tennista                                | N.                                      | Tennista                                | N.                                      | Tennista                                |                                         |
| ---------------------- | --------------------------------------- | --------------------------------------- | --------------------------------------- | --------------------------------------- | --------------------------------------- | --------------------------------------- |
| Masculí                |                                         |                                         |                                         |                                         |                                         |                                         |
| Totes les competicions | 29                                      | Max Decugis (8, 14, 7)                  | 9                                       | Henri Cochet (4, 3, 2)                  | 14                                      | Rafael Nadal (14, 0, 0)                 |
| Títols individuals     | 8                                       | Max Decugis                             | 4                                       | Henri Cochet                            | 14                                      | Rafael Nadal                            |
| Títols dobles          | 14                                      | Max Decugis                             | 6                                       | Roy Emerson                             | 4                                       | Max Mirnyi Daniel Nestor                |
| Títols dobles mixts    | 7                                       | Max Decugis                             | Max Decugis                             | Max Decugis                             | 4                                       | Jean-Claude Barclay                     |
| Campió més jove        | Michael Chang (1989, 17 anys i 3 mesos) | Michael Chang (1989, 17 anys i 3 mesos) | Michael Chang (1989, 17 anys i 3 mesos) | Michael Chang (1989, 17 anys i 3 mesos) | Michael Chang (1989, 17 anys i 3 mesos) | Michael Chang (1989, 17 anys i 3 mesos) |
| Campió més veterà      | Rafael Nadal (2022, 36 anys i 2 dies)   | Rafael Nadal (2022, 36 anys i 2 dies)   | Rafael Nadal (2022, 36 anys i 2 dies)   | Rafael Nadal (2022, 36 anys i 2 dies)   | Rafael Nadal (2022, 36 anys i 2 dies)   | Rafael Nadal (2022, 36 anys i 2 dies)   |
| Femení                 |                                         |                                         |                                         |                                         |                                         |                                         |
| Totes les competicions | 15                                      | Suzanne Lenglen (6, 2, 7)               | 13                                      | Margaret Court (5, 4, 4)                | 11                                      | / Martina Navrátilová (2, 7, 2)         |
| Títols individuals     | 6                                       | Suzanne Lenglen                         | Suzanne Lenglen                         | Suzanne Lenglen                         | 7                                       | Chris Evert                             |
| Títols dobles          | 6                                       | Simone Mathieu                          | Simone Mathieu                          | Simone Mathieu                          | 7                                       | / Martina Navrátilová                   |
| Títols dobles mixts    | 7                                       | Suzanne Lenglen                         | Suzanne Lenglen                         | Suzanne Lenglen                         | 3                                       | Françoise Dürr Katarina Srebotnik       |
| Campiona més jove      | Monica Seles (1990, 16 anys i 6 mesos)  | Monica Seles (1990, 16 anys i 6 mesos)  | Monica Seles (1990, 16 anys i 6 mesos)  | Monica Seles (1990, 16 anys i 6 mesos)  | Monica Seles (1990, 16 anys i 6 mesos)  | Monica Seles (1990, 16 anys i 6 mesos)  |
| Campiona més veterana  | Zsuzsa Körmöczy (1958, 33 anys)         | Zsuzsa Körmöczy (1958, 33 anys)         | Zsuzsa Körmöczy (1958, 33 anys)         | Zsuzsa Körmöczy (1958, 33 anys)         | Zsuzsa Körmöczy (1958, 33 anys)         | Zsuzsa Körmöczy (1958, 33 anys)         |

El període comprès entre la seva creació i l'any 1925 només permetia l'accés a jugadors que pertanyien a clubs de tennis francesos. A partir de 1926 ja van poder participar tennistes internacionals.